# Crassignatha rostriformis
Espèce
Crassignatha rostriformis est une espèce d'araignées aranéomorphes de la famille des Symphytognathidae.

## Distribution
Cette espèce est endémique du Yunnan en Chine,. Elle se rencontre dans le xian de Xichou.

## Description
Le mâle holotype mesure 0,64 mm et la femelle paratype 0,92 mm.

## Publication originale
- Li, Lin & Li, 2020 : « A review of Crassignatha (Araneae, Symphytognathidae). » ZooKeys, no 988, p. 63-128 (texte intégral).